# Santiago de Carreiras
Santiago de Carreiras ist ein Ort und eine ehemalige Gemeinde (Freguesia) im Norden Portugals.
Santiago de Carreiras gehört zum Kreis Vila Verde im Distrikt Braga. Die Gemeinde hatte eine Fläche von 2,4 km² und 377 Einwohner (Stand 30. Juni 2011).
Am 29. September 2013 wurden die Gemeinden Carreiras (Santiago) und Carreiras (São Miguel) zur neuen Gemeinde União das Freguesias de Carreiras (São Miguel) e Carreiras (Santiago) zusammengeschlossen.